# WOW Presents Plus
WOW Presents Plus (também chamado de World of Wonder Presents Plus ou WOWPresents+) é um serviço de streaming over-the-top de vídeo sob demanda por assinatura de propriedade e operado pela divisão World of Wonder. O serviço de assinatura foi fundado em novembro de 2017, por Randy Barbato e Fenton Bailey. A plataforma oferece uma variedade de séries originais, incluindo programas como Painted with Raven e UNHhhh.
Esse serviço também inclui, de forma exclusiva, RuPaul's Drag Race e suas diversas versões da franquia. Muitas webséries do canal do YouTube da WOW Presents estão incluídas no serviço de assinatura. A plataforma está disponível mundialmente, exceto na China continental, Síria e Coreia do Norte. O Business Insider nomeou a WOW Presents Plus como o "melhor serviço de streaming para os fãs de Drag Race".

## Distribuição
O custo do serviço de assinatura é de R$15,00 por mês, ou R$150,00 por ano. Ele também permite que os usuários façam download de episódios para assistirem offline.

### Suporte para dispositivos
A plataforma de streaming é compatível com a maioria dos navegadores modernos, bem como dispositivos iOS/iPadOS, Android e Android TV, Apple TV, Amazon Fire TV e Roku.

## Conteúdos originais
A WOW Presents Plus começou a produzir seu próprio conteúdo original. A partir de UNHhhh (uma websérie sem roteiro), apresentada por Trixie Mattel e Katya Zamolodchikova, que estreou no YouTube e, mais tarde, foi incluída no serviço de streaming com conteúdo sem censura. A primeira série produzida e lançada foi God Shave the Queens, a primeira docussérie original da plataforma, que mostra a turnê de RuPaul's Drag Race UK no Reino Unido. A World of Wonder anunciou novos programas a partir do início de 2022. Muitas drag queens, como Jinkx Monsoon, Pangina Heals, Heidi N' Closet e Rock M. Sakura, estrelarão seus próprios programas.